# Mordella albodispersa
Mordella albodispersa es una especie de coleóptero de la familia Mordellidae. La especie fue descrita científicamente por Maurice Píc en 1933.

## Subespecies
- Mordella albodispersa albodispersa Pic, 1933
- Mordella albodispersa bisbijuncta Pic, 1936

## Distribución geográfica
Habita en Brasil.